# Riu Albaida
El riu Albaida és un afluent del Xúquer per la dreta. Neix a la falda de la serra del Benicadell, al sud de la Vall d'Albaida, al paratge conegut com a Font de Fontanars, al terme municipal d'Atzeneta d'Albaida, i d'aquí li ve el nom. Travessa de sud a nord la comarca de la Vall d'Albaida, passa per Albaida i entra a la Costera i la Ribera Alta, on desguassa al Xúquer aigües amunt d'Alberic i de Castelló (anomenat la gola o el trencall). El seu traçat és curvilini a causa de la presència de nombrosos accidents geogràfics que ha d'esquivar (Cova Negra, Ambastida, el Puig, l'Alt de Requena, el Cabezo, etc.). Entra a la comarca la Costera travessant la serra Grossa pel paratge de l'estret de les Aigües. Al llogaret de Xàtiva anomenat Torre d'En Lloris, està l'assut del qual deriva per la seva dreta la séquia de reg més gran de tota la seva conca: La Comuna d'Ènova, que dona reg a més de 2.600 hectàrees en els termes de Manuel, L'Énova, Rafelguaraf, La Pobla Llarga, Sant Joanet, Senyera i Castelló. Té una longitud de 52,3 km.

## Afluents
Els seus afluents principals són el riu Clariano (riu d'Ontinyent), el riu de Micena i el Cànyoles.

### Altres afluents
- Riu de Barxeta[5]
- Barranc del Gorgorróbio[6]
- Barranc de Torrella o dels Pilarets.[7]
- Cànyoles:
  - Riu dels Sants[8]
  - Barranc de Vallmelós[9]